# Hans Deinzer
Hans Deinzer (* 14. Januar 1934 in Rothenbruck; † 26. Februar 2020 in Hahnbach) war ein deutscher Klarinettist und Musikpädagoge.

## Leben und Wirken
Deinzer studierte Klarinette am Städtischen Konservatorium Nürnberg und später als Privatschüler bei Rudolf Gall in München. Nach einer Tätigkeit beim Nürnberger Tanzorchester war er von 1958 bis 1962 Mitglied der Nürnberger Symphoniker und spielte anschließend bis 1971 im NDR-Symphonieorchester Hamburg. 
Deinzer galt als Experte der historischen Aufführungspraxis. Unter anderem spielte er zwei Aufnahmen von Mozarts Klarinettenkonzert auf Nachbauten historischer Instrumente ein. Zudem machte er sich als Interpret zeitgenössischer Musik einen Namen. Werke von unter anderem Werner Heider, André Laporte, Henri  Pousseur und Isang  Yun wurden ihm gewidmet. Unter anderem spielte Deinzer die Uraufführung von Henri Pousseurs Madrigal I sowie der Domaines von Pierre Boulez und Drei Szenen für Klarinette solo von Peter Ruzicka. Deinzer arbeitete mit Künstlern zusammen wie zum Beispiel Elly  Ameling, Jörg  Demus, Saschko  Gawriloff, Alfons und Aloys Kontarsky, Rainer Kussmaul, Bruno  Maderna, Aurèle Nicolet und Siegfried  Palm.
Parallel zu seinem Wirken als Klarinettist lehrte Deinzer von 1959 bis 1962 am Nürnberger Konservatorium, danach von 1963 bis 1965 am Hamburger Konservatorium und ab 1965 an der Hochschule für Musik Hannover, wo er 1971 zum Professor ernannt wurde. Nach seinem Eintritt in den Ruhestand im Jahr 1996 war er an dieser Hochschule weiterhin bis 1999 als Lehrbeauftragter tätig. Zu seinen Schülern zählten Martin Fröst, Hans Kumpf, Wolfgang Meyer, Sabine Meyer, Joachim Klemm, Lars Heusser, Beate Zelinsky, Ulf-Guido Schäfer Michael Riessler, Nina Janßen, Johannes Peitz, Nicola Jürgensen, Martin Spangenberg, Suzanne Stephens, Reiner Wehle, Andreas Salm, Andrew Marriner und Michele Sukovski.
Hans Deinzer war mit der Klarinettistin Nina Janßen verheiratet und lebte zuletzt in Hahnbach in der Oberpfalz.

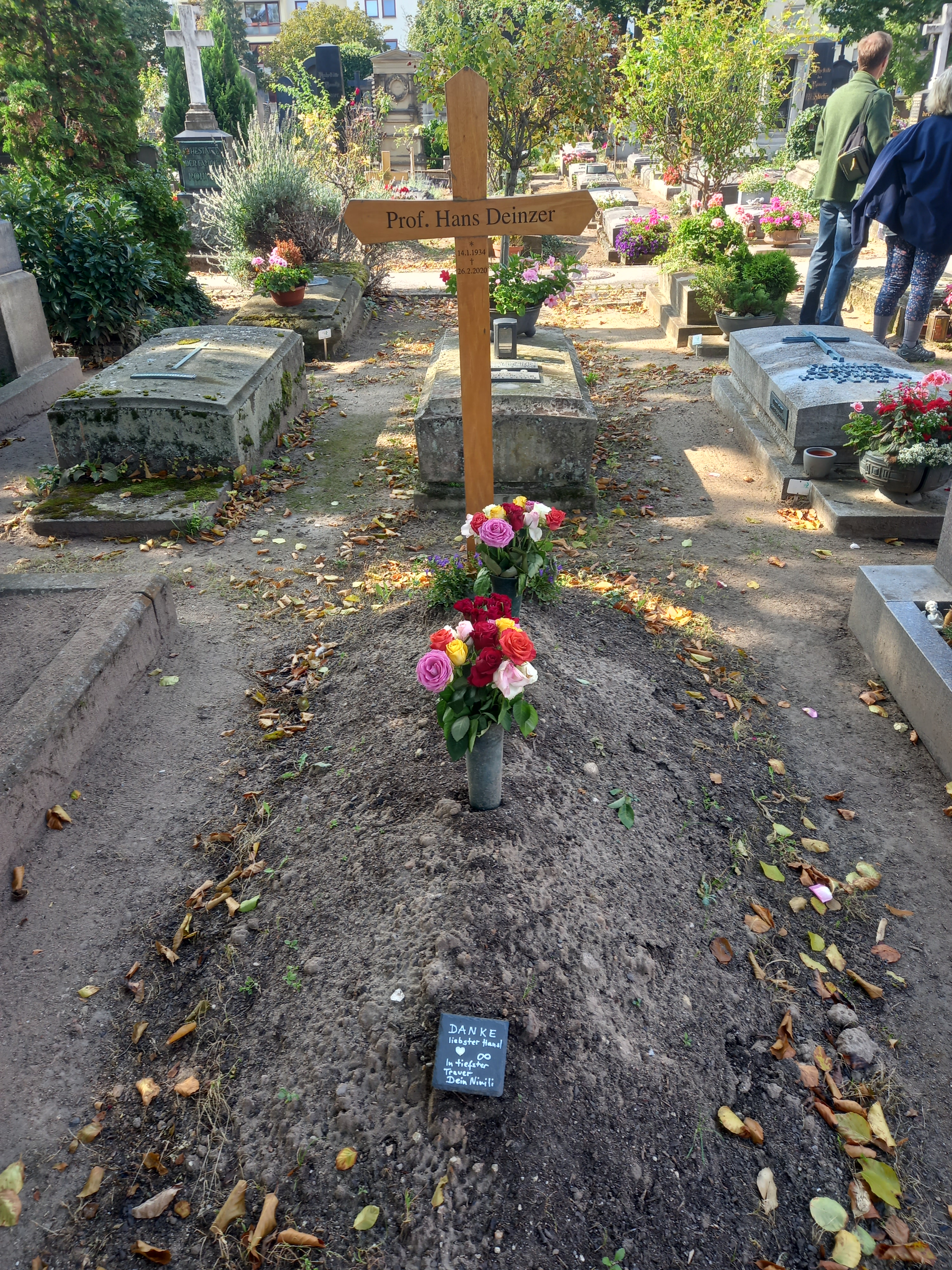
Grabstätte von Hans Deinzer auf dem Johannisfriedhof (Nürnberg)

## Auszeichnungen
Deinzer erhielt zweimal den Grand Prix du Disque.